# Soliman Aga
Soliman (ou Suleyman) Aga Mustapha Raca était un émissaire de Mehmed IV, sultan de l'Empire ottoman, envoyé en ambassade auprès du roi Louis XIV en novembre 1669. Cette visite, destinée à restaurer les liens diplomatiques entre la France et la Turquie, est un échec complet. Elle est cependant à l'origine de deux événements importants : l'introduction du café en France et la création du Bourgeois gentilhomme de Molière et Lully. Le détail de son voyage nous est connu grâce au témoignage livré par le chevalier Laurent d'Arvieux dans ses Mémoires.

## Contexte historique

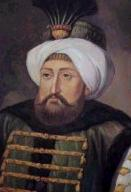
Sultan Mehmed IV

Depuis la signature du traité dit « des capitulations » par François Ier et Soliman le Magnifique, la France et l'Empire ottoman s’accordent pour tenir en échec la maison d’Autriche, formant une alliance inédite à l'époque entre une nation chrétienne et une nation musulmane. Depuis 1661, le nouveau roi, Louis XIV a assuré son pouvoir, réorganisé l'économie, l'administration, la justice, la vie religieuse et culturelle du royaume et fait quelques conquêtes au détriment de l'Espagne. La paix d'Aix-la-Chapelle, en 1668, est uniquement une trêve dans son grand dessein d'hégémonie européenne. Pendant ce temps, la diplomatie est active et ne se cantonne pas aux affaires européennes ; Louis XIV a également une diplomatie tournée vers l'Orient.
Les Turcs pour leur part ont recommencé la guerre contre l'Autriche en 1660. En 1663, ils menacent Vienne. Désireux de ne pas se faire un ennemi du Sultan, qui peut favoriser le commerce français dans le Levant, mais obligé d'écouter les appels du pape à une ligue contre l'Infidèle, qui menace au demeurant d'envahir l'Empire, Louis XIV envoie un contingent intégré dans la ligue allemande. Ce contingent se comporte vaillamment à la bataille de Saint-Gothard, en 1664. Louis XIV peut cependant faire valoir au Sultan que ce n'est pas le roi de France en tant que tel qui a combattu contre lui, et travaille à rétablir des relations régulières avec l'empire ottoman.
En 1669, ces rapports traversent une crise : le Grand Turc, Mehmed IV, sultan de l'Empire ottoman, a emprisonné et renvoyé l'ambassadeur français, rompant ainsi les relations diplomatiques. C'est donc avec soulagement que le roi apprend en 1669 l'arrivée prochaine de Soliman Aga, qu'on pense ambassadeur du sultan. L’événement est de taille, puisque c’est la première fois qu’un ambassadeur de la Sublime Porte se rend en Europe pour rendre visite à un souverain. Le roi de France entend bien en profiter pour faire la démonstration indiscutable et définitive de la richesse et de la puissance de son royaume.

## La fascination pour les coutumes orientales
Soliman Aga arrive à Paris en juillet 1669. Après s'être remis de son périple, le diplomate fait rapidement preuve d'hospitalité. Il organise de fastueuses réceptions dans sa demeure afin de promouvoir une boisson que les Français, contrairement aux Italiens, n'apprécient guère : le café. Les Parisiens, avides d'exotisme et éblouis par tout ce qui a trait à l'Orient, se pressent à sa porte, nul ne voulant manquer ces rendez-vous avec le raffinement. Soliman Aga ne lésine pas et accueille ses hôtes dans une mise en scène digne des Mille et Une Nuits : ses serviteurs, coiffés d'un turban et vêtus à la mode ottomane, apportent le fameux breuvage servi avec du sucre, dans de délicates tasses en porcelaine de Chine…
Pendant ce temps, Louis XIV écoute les récits émerveillés de ses sujets. Après avoir longtemps tardé à recevoir l'émissaire turc, il se résout, poussé par la curiosité, à l'accueillir.

## La réception à la cour

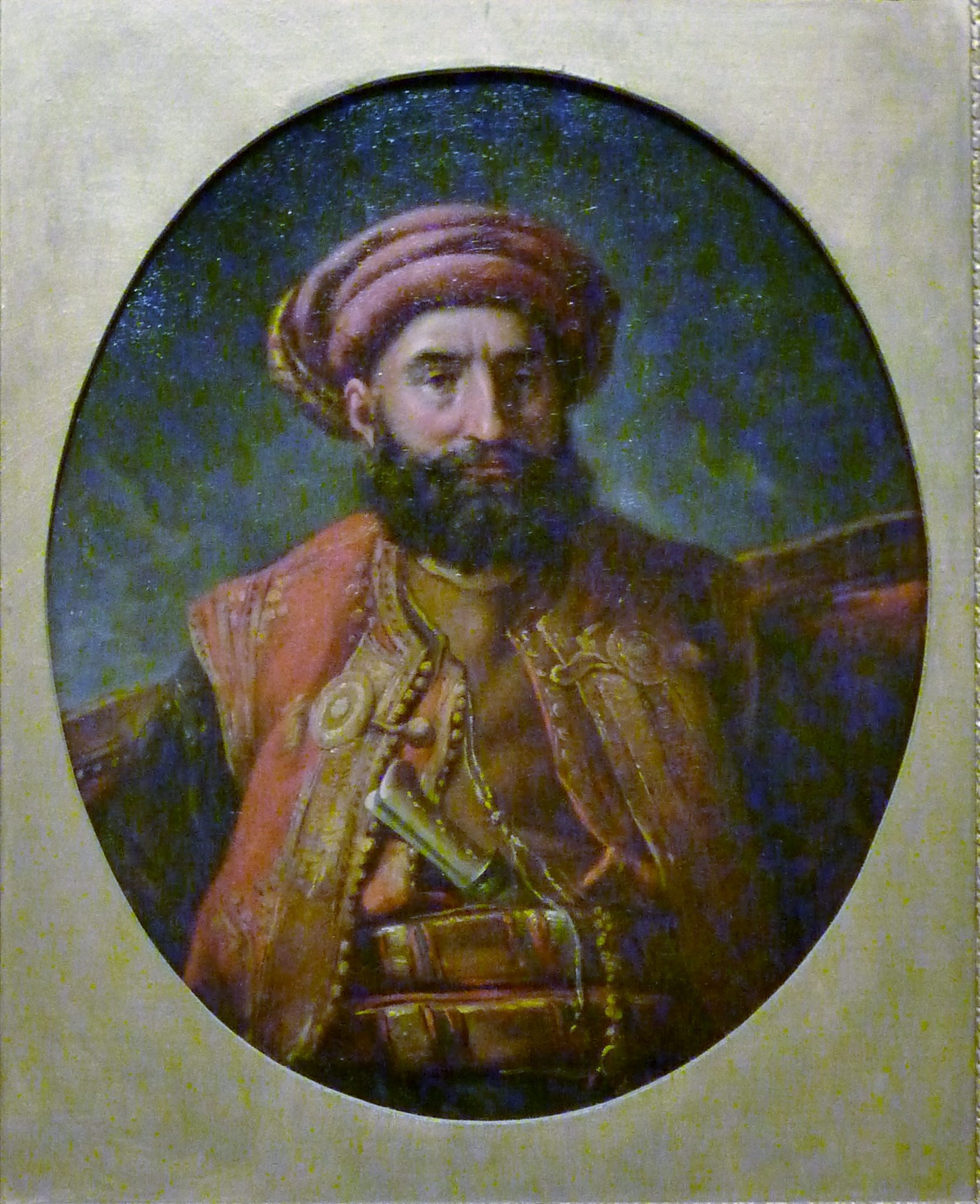
Jean-Bernard Restout : Portrait de Suleiman Aga [Soliman Aga] (1777, Musée des Beaux-Arts de Quimper).

Soliman Aga fait son entrée à la cour le 1er novembre 1669. Croyant avoir affaire à l'ambassadeur du Grand Turc en personne, Louis XIV organise une fête fastueuse dans les jardins du château et fait tout son possible pour impressionner son hôte : il vient à sa rencontre assis sur un trône d'argent tellement couvert de diamants « qu'il semblait environné de lumière », et la tête couverte d'un chapeau orné d'un « bouquet de plumes magnifiques » Les gentilshommes de la cour font de même, revêtant leurs plus somptueux habits. 
Mais le faste de cette réception ne produit pas l'effet escompté : Soliman Aga est surpris de voir le souverain français faire autant de cérémonie pour un simple ambassadeur, et il oublie complètement de manifester l'admiration due à un roi. Pire : prenant cela non pour un honneur qu'on lui fait, mais pour une provocation, il feint de ne pas remarquer la splendeur de l'accueil qui lui est fait. 
« Tout ce qu'on avait préparé pour frapper les yeux de l'Ambassadeur ne les frappa point. On remarqua qu'il sortit avec un air chagrin de ce qu'on ne lui avait pas accordé tout ce qu'il avait demandé. Il s'était mis en tête que tout ce superbe appareil n'avait été étalé que pour braver en quelque sorte le faste ottoman, et il crut s'en venger en ne jetant pas les yeux dessus. On avait même observé la même chose dans ses domestiques, à qui on prétendait qu'il avait défendu de rien regarder. »
Cette froideur blesse Louis XIV dans son orgueil. De plus le chevalier d'Arvieux, qui devait tenir la fonction d'interprète auprès du roi, découvre, en relisant la lettre du Grand Seigneur, que le mot « Elchi »[réf. nécessaire], qui veut dire « ambassadeur », ne s'y trouve pas et que Soliman Aga n'est qu'un membre de l'entourage du sultan envoyé en mission exploratoire. Tout le luxe déployé se trouve alors totalement injustifié, et le ridicule guette le roi de France...

## La création duBourgeois Gentilhomme: une vengeance de LouisXIV?

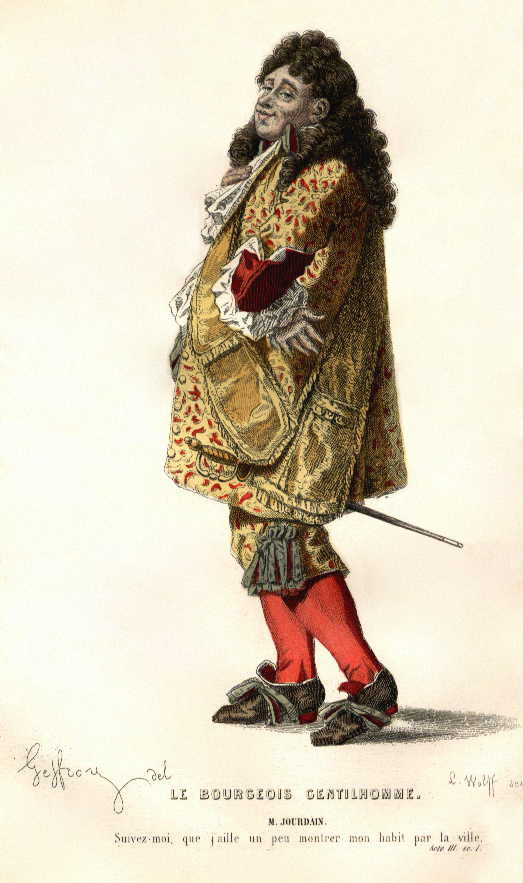
Monsieur Jourdain
« Suivez-moi, que j'aille un peu montrer mon habit par la ville. » (Acte III scène 1)

Afin de se venger de l'affront subi, ou simplement pour profiter de l'occasion, Louis XIV a l'idée de commander à Molière et à Lully « un ballet turc ridicule ». Au demeurant, Turcs et turqueries intéressent le public français. Au début de 1668, on a reçu avec honneur Bassa Sigale, alias Mehemet Bey, un imposteur qui se faisait passer pour prince du sang ottoman. Comédies et ballets s'emparent de ces personnages exotiques si faciles à ridiculiser. Le chevalier d'Arvieux raconte : 
« Sa majesté m'ordonna de me joindre à Messieurs Molière et de Lully pour composer une pièce de Théâtre où l'on pût faire entrer quelque chose des habillements et des manières des Turcs. Je me rendis pour cet effet au Village d'Auteuil, où M. de Molière avoit une maison fort jolie. Ce fut là que nous travaillâmes à cette pièce de Théâtre... Je fus chargé de tout ce qui regardoit les habillements, les manières des Turcs... Je demeurai huit jours chez Baraillon le maître tailleur, pour faire les habits et turbans à la Turque (...). »
La comédie-ballet dont il est question prend pour titre Le Bourgeois gentilhomme. Elle est représentée pour la première fois le 14 octobre 1670 à Chambord, avec Molière dans le rôle de Monsieur Jourdain et Lully, habitué aux rôles comiques, dans celui du Grand Muphti. Le roi s'en amuse tant qu'il voudra revoir la pièce une demi-douzaine de fois d'affilée, avant qu'elle soit reprise avec succès à Paris en novembre de la même année. 
En fait, la turquerie n'a dans la comédie-ballet finale qu'un rôle subordonné — même si elle est d'un comique fastueux — dans la totalité du spectacle du Bourgeois gentilhomme : plus que la cérémonie turque du quatrième acte, le ballet attendu et développé de cette comédie-ballet est le ballet final des Nations, développé en six entrées. La fiction turque permet de dévoiler l'ambition et la crédulité de Monsieur Jourdain, et finalement de lever son opposition au mariage de sa fille ; elle est intégrée à un projet théâtral plus vaste qui est la peinture de l'ambition sociale du bourgeois.

## Remarque
Soliman Haga est également le nom d'un personnage de Zaide, opéra inachevé de Wolfgang Amadeus Mozart écrit en 1779, dans lequel il est sultan.